# Operador bilineal
En matemàtiques, un operador bilineal és una multiplicació "generalitzada" que compleix amb la propietat distributiva.

## Definició
Donats 3 espais vectorials V, W i X sobre el mateix cos F, un operador bilineal és una funció
{\displaystyle B\colon V\times W\to X}
tal que per a tot w a W (fixa), l'assignació
{\displaystyle V\mapsto B(v,w)}
és un operador lineal de V a X, i per a tot v a V (fixa), l'assignació
{\displaystyle W\mapsto B(v,w)}
és un operador lineal de W a X.

## Propietats
- {\displaystyle B(x,y)=0,{\mbox{ si }}x=0{\mbox{ o }}y=0\,}, sent 0 el vector nul.